# أحمد الدريني
أحمد الدريني (1985 -) صحفي وكاتب وإعلامي مصري، يشغل منصب رئيس قطاع الإنتاج الوثائقي بشركة المتحدة للخدمات الإعلامية سابقًا وقدم استقالته في فبراير 2024.

## حياته الصحفية والإعلامية
بدأت الرحلة المهنية لأحمد الدريني من النسخة العربية لجريدة الأهرام القاهرية، متدربًا فيها في صيف العام 2003.
وانطلقت رحلته من صالة تحرير جريدة الدستور عام 2005، وترأس الدريني قسم التحقيقات فيها، وهو في الثالثة والعشرين من العمر، إلى جانب توليه مسؤولية تحرير الصفحة الرئيسية للإصدار العربي من موقع "ياهو" العالمي.

## عمله كصحفي
- عمل رئيسًا لقسم التحقيقات بجريدة البديل.
- مديرًا لوحدة الأفلام الوثائقية في قناة دي إم سي.

عُرف عن أحمد الدريني التغطية للأحداث التي شهدها السودان خلال عام 2008 والتي نشرها في ملف صحفي تحت عنوان "7 أيام في بلاد الذهب والرصاص" (9 حلقات)، وحصد على أثر أعماله جائزة نقابة الصحفيين المصرية للتغطيات الخارجية عام 2009.
قضى فترة تدريب عام 2008 في مقر صحيفة واشنطن بوست الأمريكية، بولاية فيرجينيا، ضمن عدة تدريبات صحفية عالمية تلقاها في بداية حياته المهنية. وقد أجرى الدريني حينها حوارا مع المرشح الاشتراكي لرئاسة الولايات المتحدة "روهيور كاليرو".
من تحقيقاته:
- الشوقيون " بروفة داعش[2]"
- سرقة النفط العربي [3]

## عمله كمقدم برامج
عمل الدريني في مجال التقديم البرامجي منذ ديسمبر من العام 2020، حين ظهر للمرة الأولى مقدمًا لحلقات من برنامج مساء دي إم سي، التوك شو الرئيسي لقناة دي إم سي. وقدم بعدها عدة برامج تراوحت بين العسكري والثقافي والديني. بدأ حياته التلفزيونية ببرنامج "عن قرب" ذي الموضوعات المتعددة وهو برنامج بحثى و إستقصائي. كذلك عددًا من البرامج الرمضانية التي حاور فيها الشيخ أسامة الأزهري، مستشار الرئيس المصري للشؤون الدينية وأحد علماء الأزهر.

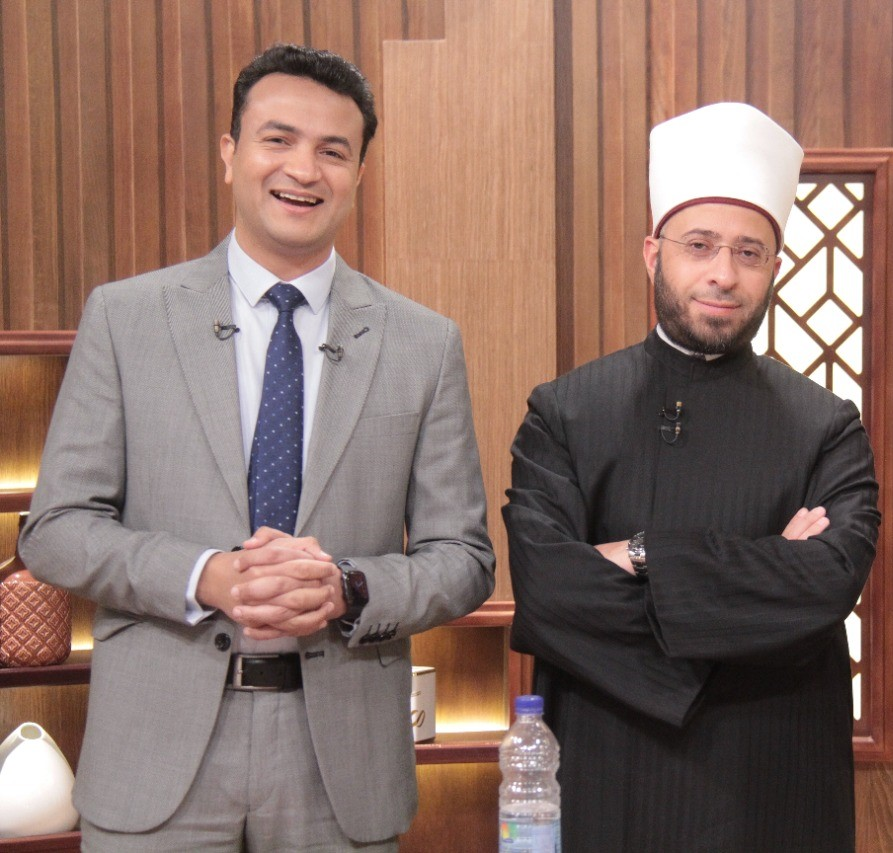
أحمد الدريني مع الدكتور أسامة الأزهرى

وفي مايو 2023 قدم أحمد الدريني حلقة خاصة مع الكتيبة المصرية المشاركة في قوات حفظ السلام بإفريقيا الوسطى، في برنامج عن قرب، الذي يعرض على شاشة القناة الوثائقية، وهي الأولى على وسائل الإعلام المصرية، منذ مشاركة مصر في قوات حفظ السلام عام 1960، لتستعرض الوجود المصري في البعثة الأممية هناك.
وشتهر أحمد الدريني سنة 2013 بكتابة مقالات الرأي التي كانت ضمن الأكثر قراءةً وانتشارًا من خلال موقع المصري اليوم. من نقاطه حواره مع " أمير حدود داعش رشيد المصري" في مفتتح بث قناة الوثائقية المصرية.
| البرامج                      | من سنه | حتى سنه |
| ---------------------------- | --- | --- |
| الحق المبين " الموسم الأول"  | ١٥ نوفمبر ٢٠٢١ | ١ أبريل ٢٠٢٢ |
| الحق المبين " الموسم الثاني" | ١٩ أغسطس ٢٠٢٢ | ١٠ مارس ٢٠٢٣ |
| يحب الجمال                   | ٢ أبريل ٢٠٢٢ | ١ مايو ٢٠٢٢ |
| رجال صدقوا                   | ٢٣ مارس ٢٠٢٣ | ٢١ أبريل ٢٠٢٣ |
| مساء دي إم سي                | حلقات من تقديم أ.أحمد الدريني ١٤ ديسمبر ٢٠٢٠ ١٨ ديسمبر ٢٠٢٠ ٢٧ فبراير ٢٠٢١ ٤ مارس ٢٠٢١ ٦ مارس ٢٠٢١ ١١ مارس ٢٠٢١ ١٣ مارس ٢٠٢١ ٢٠ مارس ٢٠٢١ ٢٢ مايو ٢٠٢١ ٢٣ مايو٢٠٢١ | حلقات من تقديم أ.أحمد الدريني ١٤ ديسمبر ٢٠٢٠ ١٨ ديسمبر ٢٠٢٠ ٢٧ فبراير ٢٠٢١ ٤ مارس ٢٠٢١ ٦ مارس ٢٠٢١ ١١ مارس ٢٠٢١ ١٣ مارس ٢٠٢١ ٢٠ مارس ٢٠٢١ ٢٢ مايو ٢٠٢١ ٢٣ مايو٢٠٢١ |
| اليوم                        | حلقات من تقديم أ.أحمد الدريني ٥ يناير ٢٠٢١ ٩ فبراير ٢٠١٢ ١٣ فبراير ٢٠١٢ ١٤ فبراير ٢٠١٢ ١٥ فبراير ٢٠١٢ ١٦ فبراير ٢٠١٢                                               | حلقات من تقديم أ.أحمد الدريني ٥ يناير ٢٠٢١ ٩ فبراير ٢٠١٢ ١٣ فبراير ٢٠١٢ ١٤ فبراير ٢٠١٢ ١٥ فبراير ٢٠١٢ ١٦ فبراير ٢٠١٢                                               |
| رجال حول الرسول              | ١٣ أبريل ٢٠٢١ | ١٢ مايو ٢٠٢١ |
| عن قرب                       | ٧ يناير ٢٠٢١ | ٢٧ مايو ٢٠٢٣ |

## مؤلفاته
الدريني له 4 كتب منشورة تتراوح بين الأدبي والسياسي وهي: “ثلاثية العرش” و"قميص تكويه امرأتان" و"عائد من السماء" و"أسطورة السيد دودي".
وصلت مجموعته القصصية "قميص تكويه امرأتان" الصادرة عن دار الشروق، للترشيحات النهائية في جائزة الملتقى العربي بالكويت للقصة القصيرة، وجائزة ساويرس للآداب.